# رجال لا يعرفون الحب (فلم)
رجال لا يعرفون الحب هو فيلم مصري عرض عام 1979، بطولة فريد شوقي وحسين فهمي وميرفت أمين، ومن إخراج يحيى العلمي.

## قصة الفيلم
يعمل الأخوان حسن ومحمود في تجارة المخدرات. يتزوج محمود من فاطمة بعد أن يتوب ويعمل عملا شريفًا، يتم القبض على حسن بعد إحدى العمليات ويسلم محمود مبلغًا كبيرًا ليحتفظ به له لحين الإفراج عنه. يطارد أفراد العصابة محمود للحصول على النقود وتتوالى الأحداث.

## طاقم التمثيل
- فريد شوقي: (حسن)
- حسين فهمي: (محمود)
- ميرفت أمين: (فاطمة)
- نجوى فؤاد: (لولا)
- محمد صبيح: (عتريس)
- حسين الشربيني: (جلال)
- ميمي جمال: (قمر)
- ناهد سمير: (والدة فاطمة)
- جمال إسماعيل: (العقيد محمد فتحي)
- محمد أباظة: (وكيل النيابة)
- شفيق جلال: (المطرب)
- الطوخي توفيق: (خليل)
- مختار السيد: (الطبيب)
- مروى طنطاوي: (طفلة)
- حسن أنيس: (ضابط شرطة)
- فخري عازر: (رئيس التحرير)
- محمد رفعت
- محمد أبو الحسن
- صالح الإسكندراني: (المأذون)

## فريق العمل
- إخراج: يحيى العلمي
- تأليف: محمد عثمان
- مدير التصوير: علي خير الله
- مونتاج: عبد العزيز فخري
- إنتاج: چيبكو (تاكفور أنطونيان)
- توزيع داخلي: أفلام إيهاب الليثي
- توزيع خارجي: الشركة اللبنانية للتجارة والاستثمار السينمائي (صبّاح إخوان)